# 汉斯·鲍尔

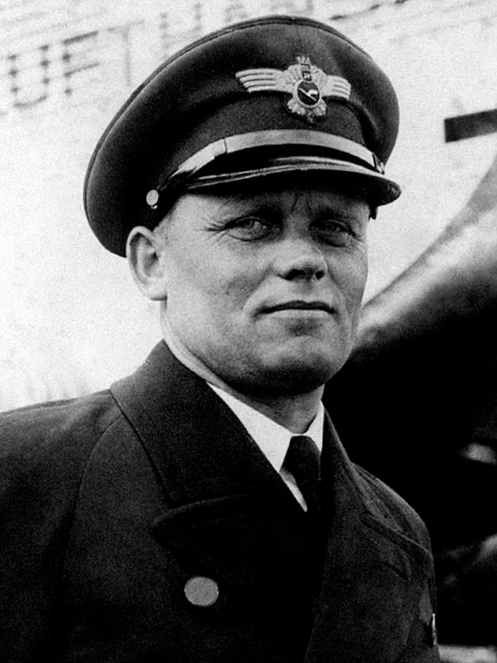
汉斯·鲍尔

约翰内斯·“汉斯”·鲍尔（Johannes 'Hans' Baur，1897年6月19日—1993年2月17日），德國飞行员。鲍尔曾是一战王牌飞行员。他后来成了希特勒的私人飞行员，指挥帝国政府（Reichsregierung）航空中队。二战结束后，鲍尔被苏方逮捕，在苏联服刑10年。鲍尔最终在1993年死于巴伐利亚的阿默湖畔黑尔兴。